# كيت إلسون
كيت إلسون (بالإنجليزية: Kate Elson)‏ هي عارضة بريطانية، ولدت في 14 يناير 1979 في أولدهام في المملكة المتحدة.

## وصلات خارجية
- كيت إلسون على موقع IMDb (الإنجليزية)
- كيت إلسون على موقع ميوزك برينز (الإنجليزية)
- كيت إلسون على موقع دليل عارضات الأزياء (الإنجليزية)